# Auengebiet von nationaler Bedeutung
In der Schweiz sind Auengebiete von nationaler Bedeutung seit 1992 durch eine Bundesverordnung geschützt. Ziel der Verordnung ist es, die wichtigsten Auengebiete ungeschmälert zu erhalten.
Die Verordnung wurde verfasst aufgrund einer Empfehlung des Europarats von 1982, die noch vorhandenen Auen zu schützen. Zugrundeliegendes Gesetz ist Artikel 18a Absätze 1 und 3 des Bundesgesetzes vom 1. Juli 1961 über den Natur- und Heimatschutz, das Natur- und Heimatschutzgesetz. Verantwortlich ist das Bundesamt für Umweltschutz.
Gegenwärtig sind durch diese Verordnung 282 Objekte mit insgesamt 226 km² geschützt, was etwa einem halben Prozent der Fläche der Schweiz entspricht.

## Geographische Einteilung
Die Auengebiete werden eingeteilt in:
- Alpine Auen. Darunter fallen
  - Gletschervorfelder (52)
  - alpine Schwemmebenen (15)
- Flussauen. Hier wird unterschieden zwischen
  - subalpine Flüsse und Bäche von 1320 bis 2020 m (21 natürliche, 3 korrigierte)
  - montane Flüsse und Bäche von 560 bis 1420 m (59 natürliche, 11 korrigierte)
  - kolline Flüsse von 280 bis 660 m
    - Mittelland (24 natürliche, 27 korrigierte)
    - Alpensüdseite und Kanton Genf (13 natürliche, 7 korrigierte)
    - Zentralalpen (6)

  - kolline Schwemmkegel (2)
  - Flüsse im Moorgebiet (5)
  - Flüsse im Jura (2)
- Deltas (17)
- Seeauen
  - Seeufer Kollin und montan (13)
  - Stauseeufer Kollin und montan (5)

## Vegetationstypen
Die geschützten Gebiete weisen die folgenden Vegetationstypen auf (Zahlenangaben in Prozent der geschützten Fläche):
- Wasser (8 %)
- Nackte oder wenig bewachsene Auensedimente (3 %)
- Auenfläche mit Krautvegetation (7 %)
- Weichholzaue (8 %)
- Hartholzaue (9 %)
- Andere Wälder (17 %)
- Alpine Auen (42 %)
- Übrige Flächen (6 %)

## Beispiele
Zu den Auengebieten von nationaler Bedeutung gehören ganz oder teilweise
- das Aubonne-Delta am Genfersee (Nr. 119)
- die Bünzaue, 1999 bei einer Überschwemmung entstanden, 2003[1]
- die Engstligenalp, alpine Schwemmebene, 2003 (Nr. 1352)
- das Engstligental oberhalb Frutigen, natürlicher montaner Fluss, 1992 (Nr. 78)
- das Gasterental, natürlicher montaner Fluss, 1992 (Nr. 325)
- die Greina, alpine Schwemmebene, 1992 (Nr. 1320)
- der Klingnauer Stausee mit dem Gippinger Grien, kollines Stauseeufer, 1992 (Nr. 36)
- der Koblenzer Rhein und Laufen, Rheinaue Rietheim «Chly Rhy», 1992 (Nr. 3)
- Morteratschgletscher, Gletschervorfeld, 2001 (Nr. 1238)
- die Magadinoebene, Delta, 1992 (Nr. 169)
- der Pfynwald, kolliner Fluss Zentralalpen, 1992 (Nr. 133)
- Rhonegletscher, Gletschervorfeld, 1992 (Nr. 1215)
- Rosenlauigletscher, Gletschervorfeld, 2001 (Nr. 1216)
- das Wasserschloss Brugg-Stilli, Auenlandschaft (Nr. 37)
- Wildstrubelgletscher, Gletschervorfeld, 2001 (Nr. 1129)
- Zinalgletscher, Gletschervorfeld, 2001 (Nr. 1038)

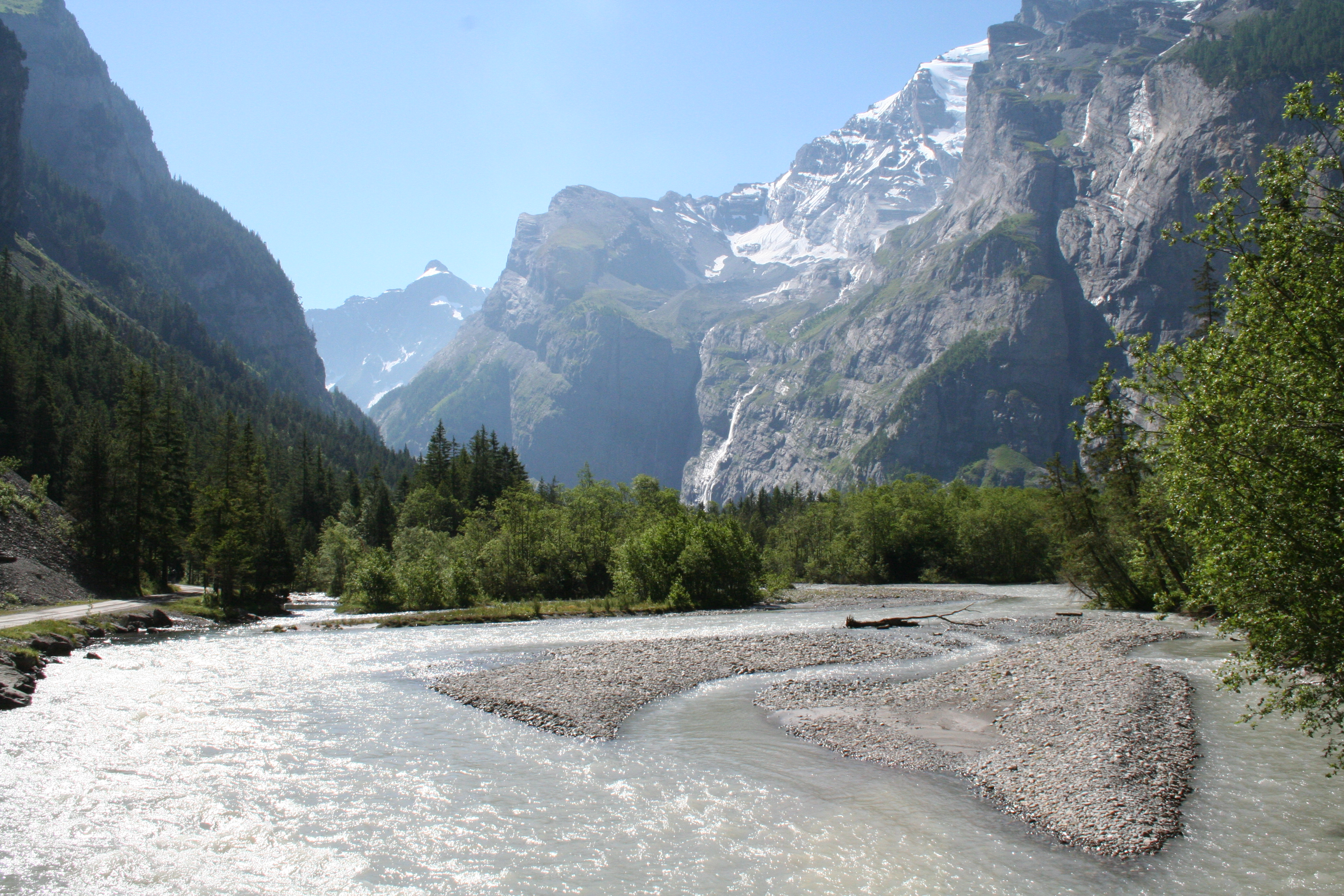
Auenlandschaft im Gasterental
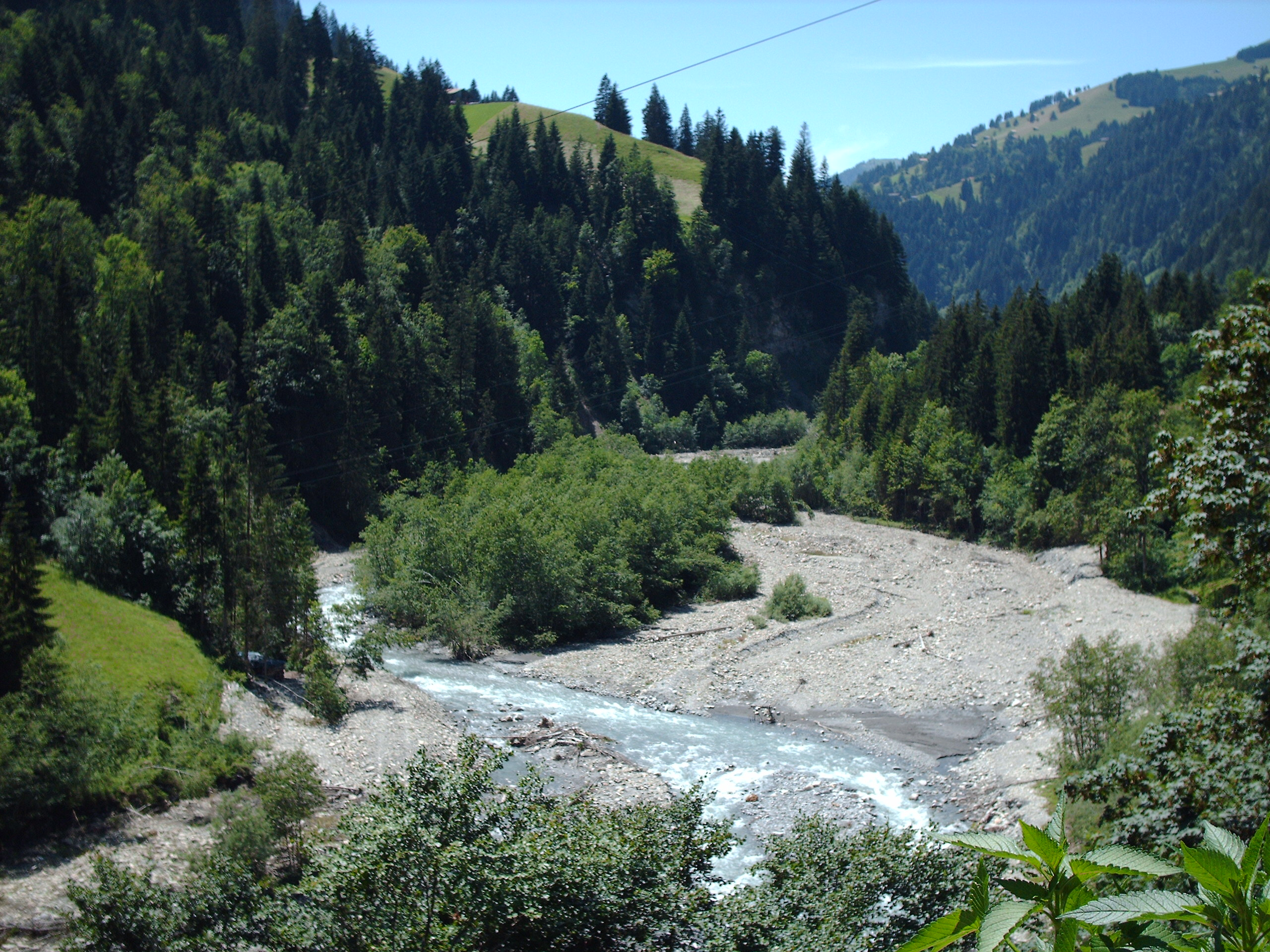
Auenlandschaft an der unteren Engstlige
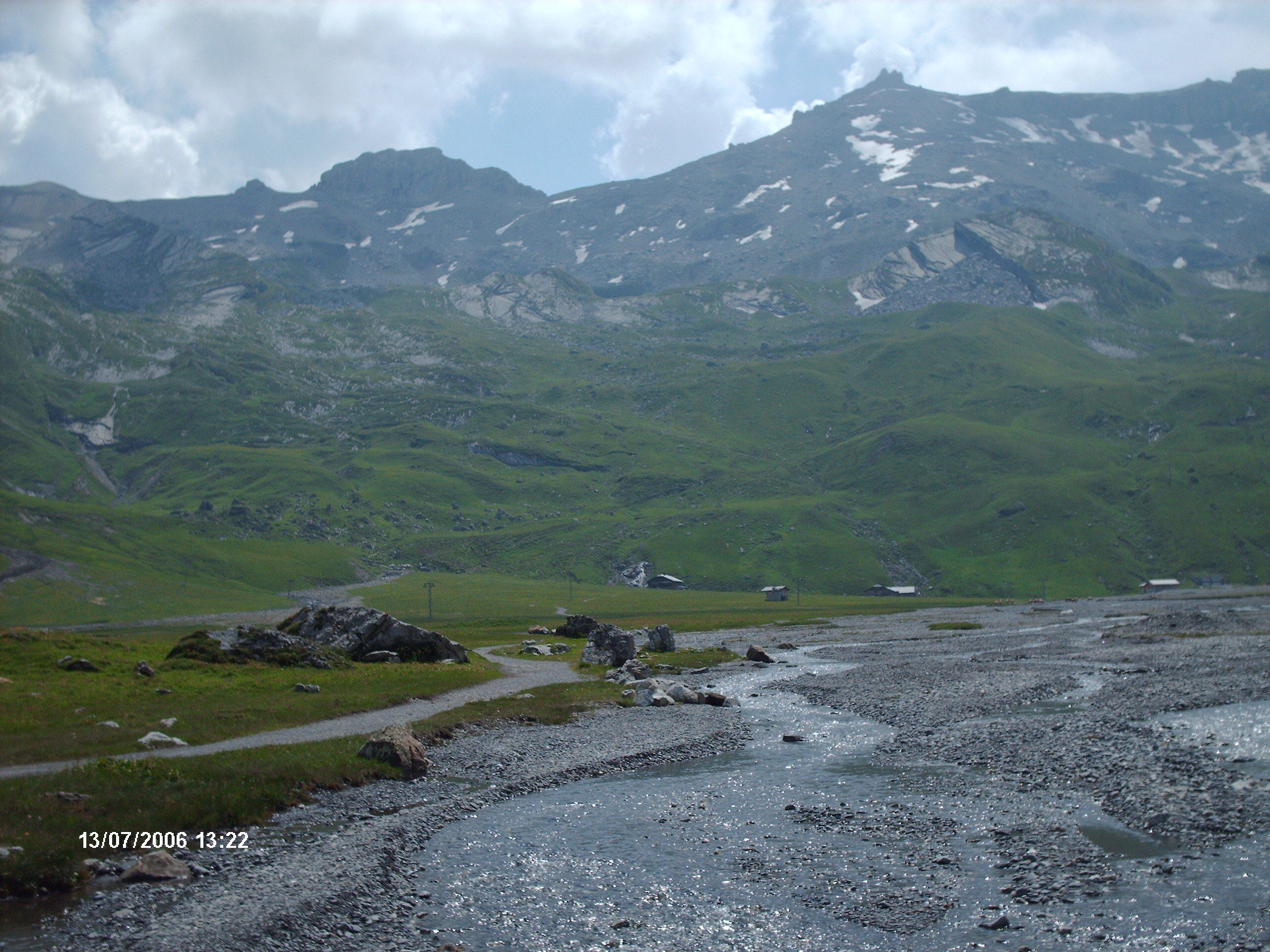
Engstligenalp, Schwemmebene
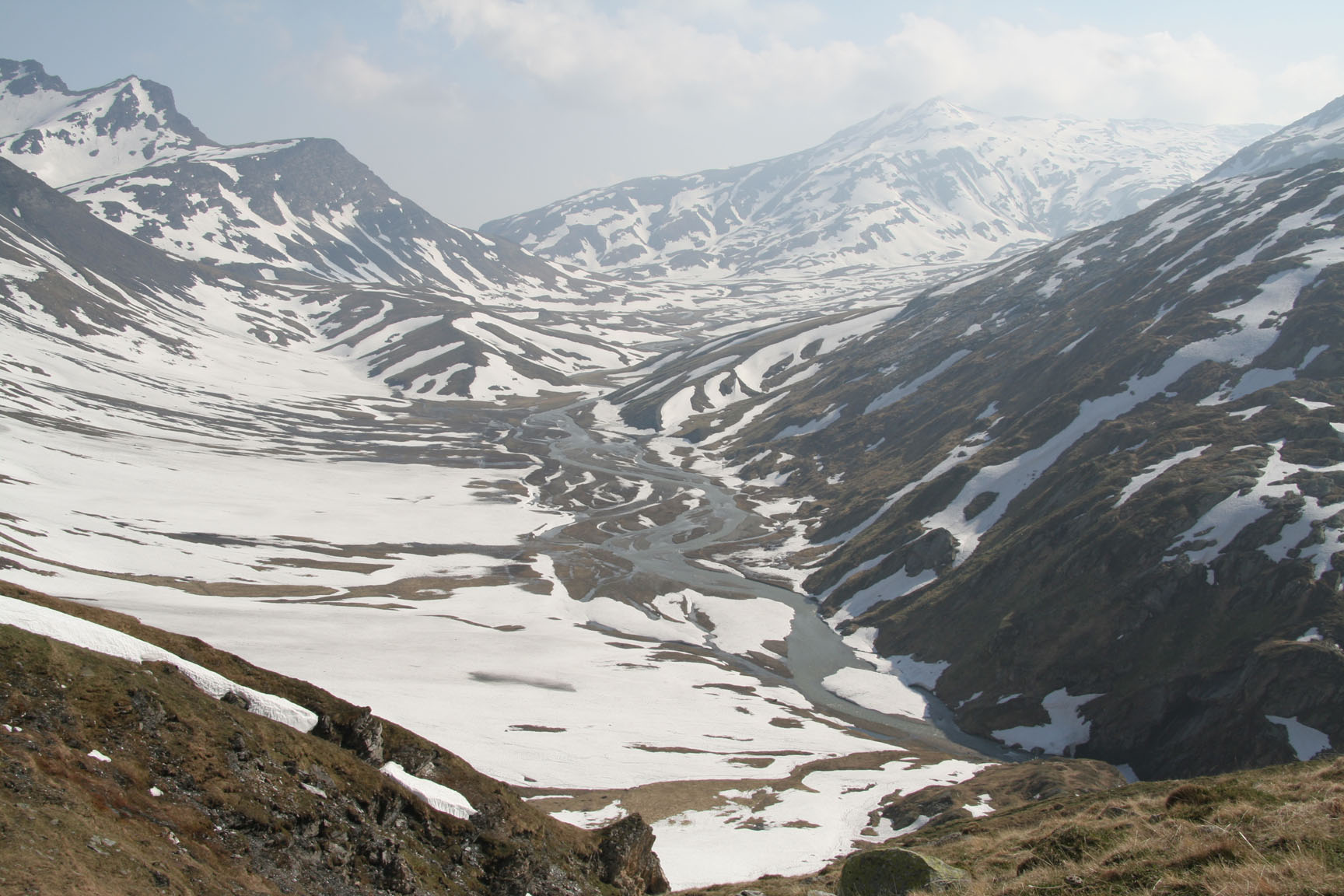
Greina, Schwemmebene
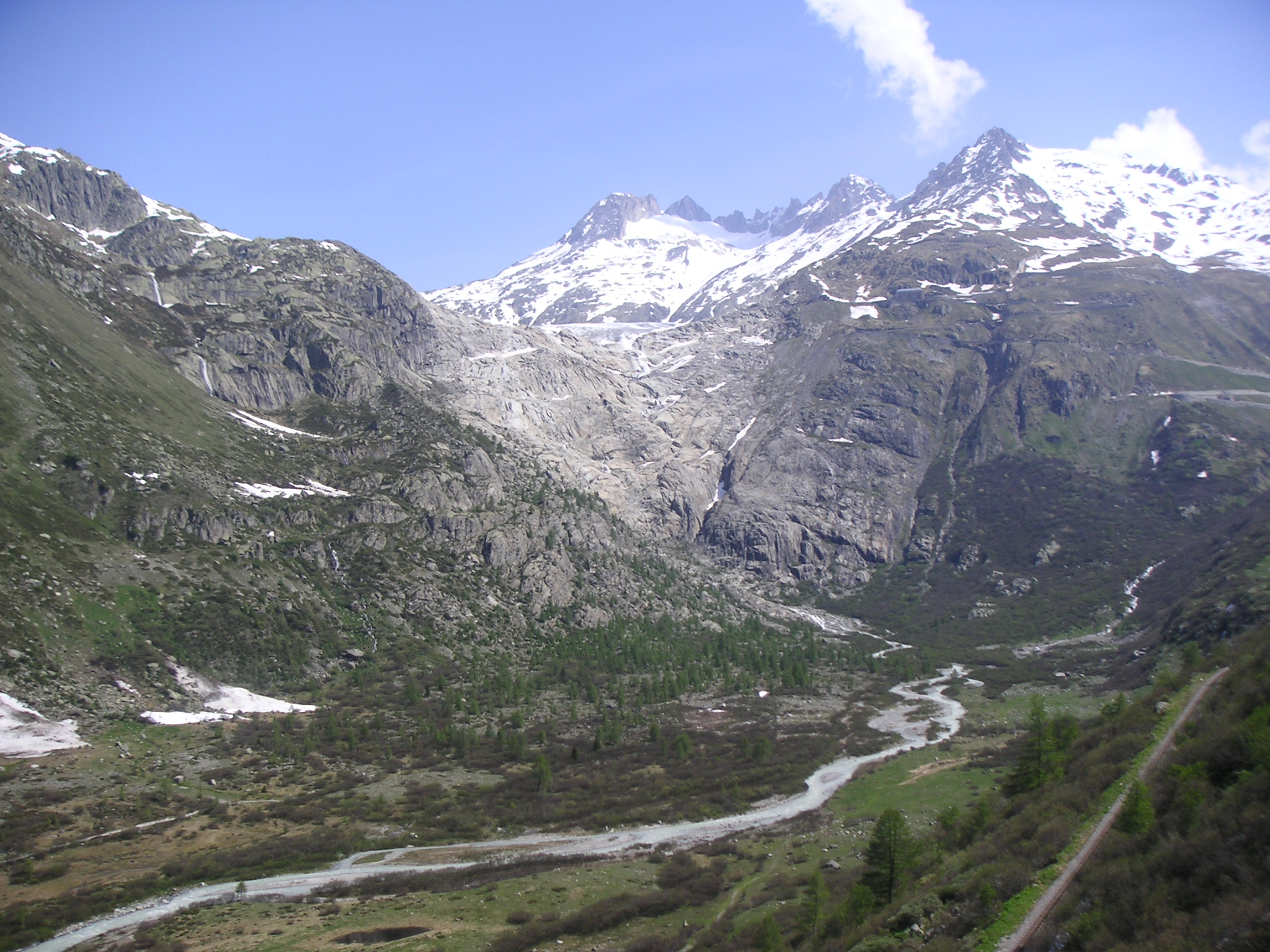
Rhonegletscher, Gletschervorfeld
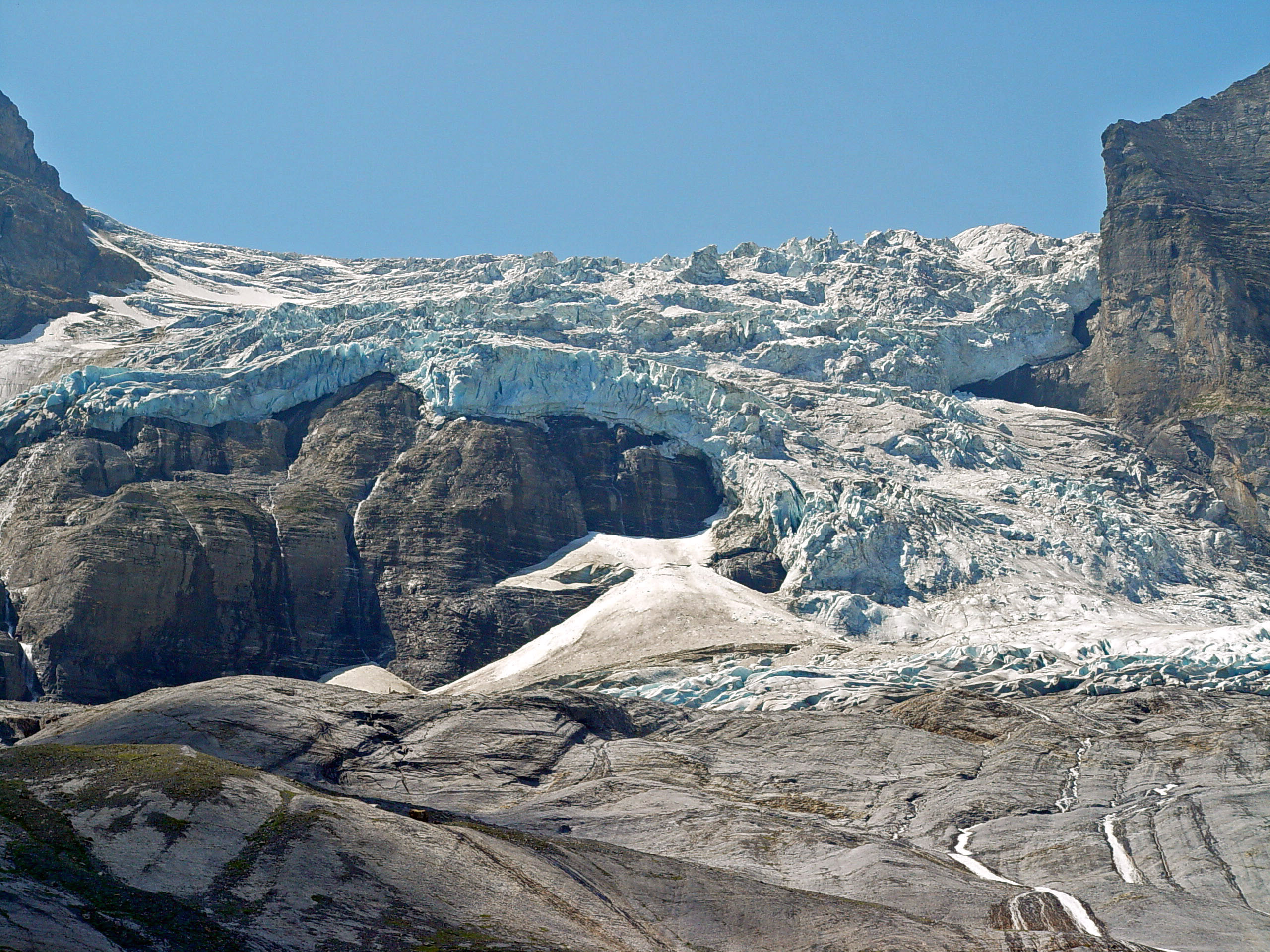
Rosenlauigletscher, Gletschervorfeld
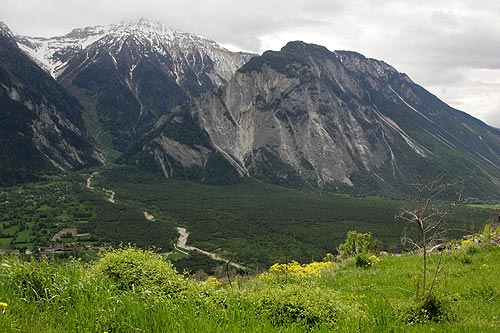
Pfynwald
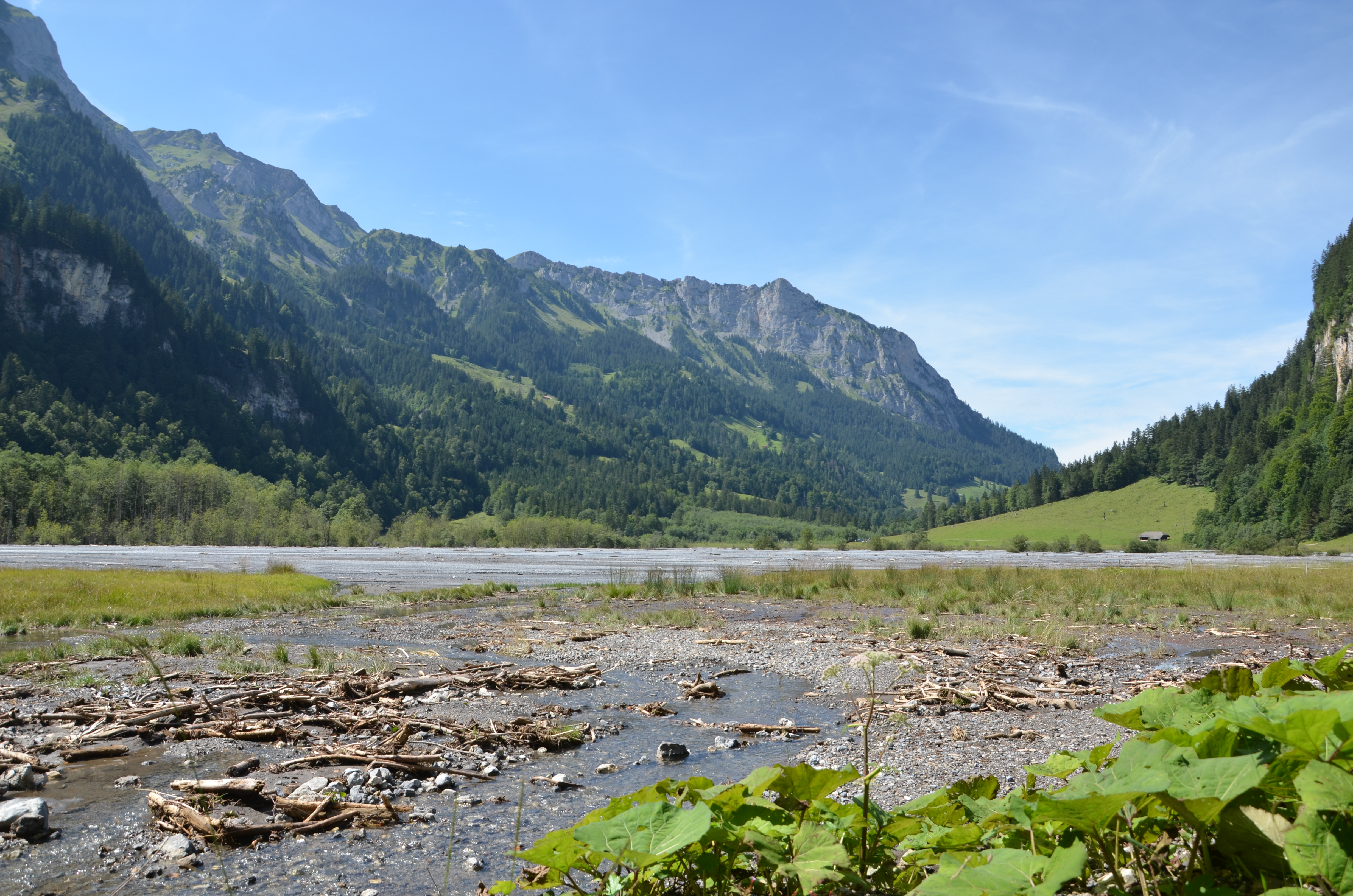
Tschingelsee im hinteren Kiental